# تلریگ
تلریگ (به بلغاری: Telerig) روستایی در بلغارستان است که در شهرستان کروشاری واقع شده‌است.